# Episodi di Will & Grace (settima stagione)
La settima stagione della sit-com Will & Grace è andata in onda negli Stati Uniti d'America dal 16 settembre 2004 al 19 maggio 2005 sul canale NBC.
In Italia è andata in onda dal 6 settembre al 22 novembre 2005 su Fox Life e dal 4 giugno al 5 luglio 2007 su Italia 1.
| nº | Titolo originale                | Titolo italiano                             | Prima TV USA      | Prima TV Italia   |
| -- | ------------------------------- | ------------------------------------------- | ----------------- | ----------------- |
| 1  | FYI: I Hurt Too                 | Se vuoi saperlo sto male anch'io            | 16 settembre 2004 | 6 settembre 2005  |
| 2  | Back Up, Dancer                 | La gara di ballo                            | 23 settembre 2004 | 6 settembre 2005  |
| 3  | One Gay at the Time             | Un gay in tv                                | 30 settembre 2004 | 13 settembre 2005 |
| 4  | Company                         | Il nuovo inquilino                          | 7 ottobre 2004    | 13 settembre 2005 |
| 5  | Key Party                       | Il compleanno di Will                       | 14 ottobre 2004   | 20 settembre 2005 |
| 6  | The Newlydreads                 | Un lavoro ben fatto                         | 21 ottobre 2004   | 20 settembre 2005 |
| 7  | Will & Grace & Vince & Nadine   | Amiche a confronto                          | 4 novembre 2004   | 27 settembre 2005 |
| 8  | Saving Grace, Again (1/2)       | L'anniversario di nozze (prima parte)       | 11 novembre 2004  | 27 settembre 2005 |
| 9  | Saving Grace, Again (2/2)       | L'anniversario di nozze (seconda parte)     | 18 novembre 2004  | 4 ottobre 2005    |
| 10 | Queens for a Day                | La festa del Ringraziamento (prima parte)   | 25 novembre 2004  | 4 ottobre 2005    |
| 11 | Queens for a Day                | La festa del Ringraziamento (seconda parte) | 25 novembre 2004  | 11 ottobre 2005   |
| 12 | Christmas Break                 | Buone feste                                 | 9 dicembre 2004   | 11 ottobre 2005   |
| 13 | Board Games                     | Pericolo superato                           | 6 gennaio 2005    | 18 ottobre 2005   |
| 14 | Partners                        | Soci                                        | 13 gennaio 2005   | 18 ottobre 2005   |
| 15 | Bully Woolley                   | La vendetta                                 | 3 febbraio 2005   | 25 ottobre 2005   |
| 16 | Dance Cards and Greeting Cards  | San Valentino                               | 10 febbraio 2005  | 25 ottobre 2005   |
| 17 | The Birds and the Bees          | Il finocchio sapiens                        | 17 febbraio 2005  | 1º novembre 2005  |
| 18 | The Fabulous Baker Boy          | Il favoloso pasticcere                      | 24 febbraio 2005  | 1º novembre 2005  |
| 19 | Sour Balls                      | Il paradiso dei gay                         | 17 marzo 2005     | 8 novembre 2005   |
| 20 | The Blond Leading the Blind     | La terapista                                | 21 aprile 2005    | 8 novembre 2005   |
| 21 | It's a Dad, Dad, Dad, Dad World | Un padre ritrovato                          | 5 maggio 2005     | 15 novembre 2005  |
| 22 | From Queer to Eternity          | Il metodo McFarland                         | 10 maggio 2005    | 15 novembre 2005  |
| 23 | Friends with Benefit (1/2)      | Amici con benefici (prima parte)            | 19 maggio 2005    | 22 novembre 2005  |
| 24 | Kiss and Tell (2/2)             | Il passato ritorna (seconda parte)          | 19 maggio 2005    | 22 novembre 2005  |

## Se vuoi saperlo sto male anch'io
- Titolo originale: FYI: I Hurt, Too
- Diretto da: James Burrows
- Scritto da: David Flebotte e Alex Herschlag

### Trama
Grace, furiosa per il tradimento del marito, inizia a svuotare il suo appartamento mentre Leo è al lavoro. Leo va da Will per parlare con Grace e quest'ultima, pur avendogli riconsegnato il suo anello, si rende conto di essere infelice senza di lui. Grace decide quindi di dare a Leo una seconda chance, nonostante Will non sia d'accordo. Tuttavia, dopo avere passato una strana serata insieme al marito e ai suoi amici, Grace capisce che la cosa non può funzionare e che il suo matrimonio è finito. Jack, che è ormai un buon amico di Jennifer Lopez, commette lo sbaglio di darle una canzone scritta da Karen proprio nel peggiore dei momenti. Jennifer lo licenzia ma, dal momento che sono amici, gli fa ottenere un ingaggio come ballerino di Janet Jackson.
- Guest star: Jennifer Lopez (se stessa), Harry Connick Jr. (Leo Markus)

## La gara di ballo
- Titolo originale: Back Up, Dancer
- Diretto da: James Burrows
- Scritto da: Tracy Poust e Jon Kinnally

### Trama
Jack deve partecipare a una competizione di ballo per diventare ufficialmente uno dei ballerini di Janet Jackson. Nel frattempo Will deve decidere se passare del tempo con il suo ragazzo o aiutare Grace a superare la fine del suo matrimonio.
- Guest star: Janet Jackson (se stessa), Bobby Cannavale (Vince D'Angelo), Will Arnett (Artemus Johnson)

## Un gay in tv
- Titolo originale: One Gay at a Time
- Diretto da: James Burrows
- Scritto da: Sally Bradford

### Trama
Grace capita per caso in un incontro degli alcolisti anonimi e vi incontra la sua vecchia e pazza amica Val. Per godere del cibo e della terapia gratis Grace fa credere a tutti, Val compresa, di avere un problema con l'alcol. Fortunatamente Karen, inorridita al pensiero che la sua amica frequenti certi ambienti, rivela a tutti la verità. Will e Jack partecipano a un focus group per una nuova rete televisiva gay, OutTV. Will è offeso quando nessuno ascolta le sue brillanti idee, mentre Jack, che ha delle idee ridicole, viene assunto.
- Guest star: Molly Shannon (Val Bassett)

## Il nuovo inquilino
- Titolo originale: Company
- Diretto da: James Burrows
- Scritto da: Bill Wrubel

### Trama
Will e Grace incontrano un nuovo ragazzo, Ned, che vive nel loro condominio e Will cerca di essere gentile con lui, mentre Grace lo ignora e si comporta male. Grace riprende Will per essere stato troppo gentile, dicendogli di non volere fare amicizia con un tizio a caso solo perché abita nel loro palazzo. Più tardi Grace è nell'ascensore con Ned, che le dice che si sta comportando in modo villano. Per dimostrargli che non è vero Grace lo invita nel suo appartamento per un aperitivo e insieme a Will passerà una delle serate più noiose della sua vita. Tuttavia Will non riesce a contenere la sua gentilezza e invita nuovamente Ned per cena. Nonostante avesse accettato Ned rifiuta l'invito all'ultimo minuto perché suo fratello ha avuto un incidente e deve andare all'ospedale, ma quando Will e Grace sentono della musica provenire dal suo appartamento capiscono che il ragazzo ha mentito. I due decidono di salire al piano di sopra per confrontarsi con Ned, che rivela loro di avere sentito tutte le cose terribili che avevano detto su di lui mentre era in bagno. Will e Grace gli chiedono scusa e lo invitano di nuovo a cena. Ned rifiuta l'invito dicendo di essere in compagnia dei suoi amici e chiede ai due di unirsi a loro. Tuttavia Will e Grace sono sconvolti quando, una volta entrati nell'appartamento di Ned, scoprono che i suoi amici sono in realtà soltanto pupazzi. Jack, sentendosi inferiore ai suoi colleghi che hanno lauree in marketing e molte esperienze lavorative, inizia a comportarsi come un leccapiedi e finge di essere d'accordo con tutto quello che gli altri pensano. Per inserirsi nel gruppo arriva anche a buttare via la sua amata bambola di Cher, che uno dei suoi colleghi aveva deriso. Tuttavia Karen gli ricorda che mentre tutti i suoi colleghi stavano studiando o lavorando lui stava guardando la TV ed è quindi molto più preparato di tutti loro. Jack si sente risollevato e decide di farsi valere, ottenendo così il rispetto e la fiducia del suo capo, che gli suggerisce di produrre un documentario su Cher.
- Guest star: Stephen Tobolowsky (Ned Weathers)

## Il compleanno di Will
- Titolo originale: Key Party
- Diretto da: James Burrows
- Scritto da: Sonja Warfield

### Trama
Will ha brutti trascorsi con i compleanni, ma spera davvero che questo sarà diverso poiché finalmente ha un ragazzo. Vince decide di regalare a Will la chiave del suo appartamento, ma Grace lo convince a cambiare idea, pensando che Will voglia un regalo più costoso. Will è deluso quando Vince gli regala un portafoglio e la sua festa diventa un fallimento quando Karen è triste perché è anche il compleanno di Stan e insieme a Jack decide di celebrare il defunto marito invece di Will. Quando vede che Will è triste Grace convince Vince a regalare le chiavi a Will, ma il ragazzo non le vuole quando scopre che Vince si è dovuto fare convincere da Grace. Alla fine Grace ammette che è stata tutta colpa sua e che è stata lei a fare cambiare idea a Vince. Will accetta quindi felice il regalo del suo ragazzo.
- Guest star: Bobby Cannavale (Vince D'Angelo), Tim Bagley (Larry), Jerry Levine (Joe)

## Un lavoro ben fatto
- Titolo originale: The Newlydreads
- Diretto da: James Burrows
- Scritto da: Kate Angelo

### Trama
Grace viene ingaggiata per decorare l'appartamento di una giovane coppia di sposi. Inizialmente cerca di mantenere la calma, ma quando i due annunciano di aspettare un bambino e le chiedono di decorare anche la nursery Grace decide di andare via. Karen porta quindi a termine il lavoro al posto di Grace, ma quando la giovane coppia si complimenta con lei per l'ottimo lavoro Grace si prende tutto il merito. Karen è furiosa e si licenzia. Will e Jack decidono di salvare una libreria gay che sta per fallire perché l'affitto del negozio è troppo alto. Tuttavia, quando scopre che al posto della libreria verrà aperta una nuova palestra, Will si pente di volerla salvare perché vuole una palestra nel suo quartiere. Jack rimprovera Will di essere troppo capriccioso e Will capisce di avere sbagliato e decide di donare gli ultimi soldi necessari per salvare la libreria. Tuttavia, quando il proprietario li ringrazia per avere salvato la libreria per un altro mese, sia Jack che Will capiscono che è una causa persa.
- Guest star: Roscoe Lee Browne (Linus)

## Amiche a confronto
- Titolo originale: Will & Grace & Vince & Nadine
- Diretto da: James Burrows
- Scritto da: Gary Janetti

### Trama
Will e Grace invitano Vince e la sua migliore amica Nadine a cena. Nadine è così gentile da fare andare Grace fuori di testa. Tuttavia, quando Grace le chiede insistentemente di dire una cosa che non le piace del suo migliore amico, Nadine perde la pazienza e urla che non le piace Will, andandosene poi dall'appartamento. Will ha paura che questo possa rappresentare un problema nella sua relazione con Vince e fa promettere a Grace di non interferire più. Grace glielo promette, ma poi chiama Nadine e le chiede di incontrarsi per un caffè. Grace, capendo la ragione dietro il comportamento di Nadine, le dice che non c'è nessuna possibilità per lei e Vince, perché Vince è gay, e che deve andare avanti e smettere di fare allontanare i fidanzati del suo migliore amico. Nadine capisce che Grace ha ragione e chiede scusa a Vince. Will capisce che Grace ha aiutato a risolvere tutto, ma non sa come. Nel frattempo Karen diventa l'assistente di Jack, ma i due si divertono così tanto in ufficio che Jack non riesce a lavorare ed è costretto a licenziarla. Karen torna a lavorare da Grace, facendo finta di non essersi mai licenziata e di essere uscita dall'ufficio solo per dieci minuti.
- Guest star: Kristin Davis (Nadine), Bobby Cannavale (Vince D'Angelo)

## L'anniversario di nozze(prima parte)
- Titolo originale: Saving Grace, Again: Part I
- Diretto da: James Burrows
- Scritto da: Greg Malins

### Trama
Quando l'anniversario di matrimonio di Grace si sta avvicinando Will le organizza un appuntamento con un ragazzo di nome Alan. Grace passa una serata molto piacevole, ma quando torna a casa trova un confuso messaggio di Leo nella sua segreteria telefonica. Grace pensa che Leo la voglia incontrare nel tetto dell'Hotel Peninsula per il loro anniversario, proprio come avevano pianificato originariamente. Per farla distrarre Will organizza una breve vacanza nel Berkshires. Grace dice di essere entusiasta all'idea di allontanarsi dalla città per un po' e non pensare a Leo, ma porta con sé di nascosto la segreteria telefonica, così da potere riascoltare il messaggio. Nel frattempo Karen e Jack organizzano un appuntamento al buio l'uno per l'altro, ma entrambi scelgono la persona sbagliata. Jack ha infatti invitato il giardiniere di Karen, mentre quest'ultima ha invitato un uomo sposato che non ha ancora fatto coming out. Karen e Jack capiscono che nessuno dei due è fatto per loro e decidono di diventare una coppia che ha rapporti sessuali con altre persone.
- Guest star: Patrick Fabian (Alan)

## L'anniversario di nozze (seconda parte)
- Titolo originale: Saving Grace, Again: Part II
- Diretto da: James Burrows
- Scritto da: Gail Lerner

### Trama
Durante la vacanza nel Berkshires Will trova la segreteria telefonica nella borsa di Grace e quest'ultima ammette che sta ancora valutando se presentarsi sul tetto dell'Hotel Peninsula. Will convince Grace a non pensarci più, ma poi ha paura di forzarla a prendere una decisione che può rivelarsi sbagliata e che l'amica penserà sempre se Leo si è presentato o no. Will decide quindi di tornare a New York e controllare se Leo è nell'Hotel e Grace lo segue. Grace è felice che Will si stia prendendo cura di lei, ma gli dice che sa di avere preso la decisione giusta. Jack incontra Peter, un ragazzo che anni prima aveva preso parte a una pubblicità in cui ripeteva "è peccaminosamente delizioso". Jack chiede a Peter di partecipare a una pubblicità per OutTV, ma Peter si rifiuta di dire la sua celebre frase, trovandola umiliante. Jack è disperato quando Peter fugge via, ma Karen lo trovo e lo convince, raccontandogli una storia del suo passato, che non è un problema essere famosi per qualcosa di stupido.
- Guest star: Victor Garber (Peter Bovington)

## La festa del Ringraziamento (prima parte)
- Titolo originale: Queens for a Day
- Diretto da: James Burrows
- Scritto da: Kirk J. Rudell

### Trama
Si avvicina il giorno del Ringraziamento e Will e Vince decidono di fare incontrare le loro rispettive "famiglie" per celebrare l'evento. Tuttavia Vince avverte Will che a sua madre non sono mai piaciuti i suoi fidanzati. Per ottenere l'approvazione della mamma di Vince Will la porta a fare shopping, ma la donna si fa male mentre sta provando un paio di scarpe con i tacchi molto alti. Per farsi perdonare Will decide di cucinare la tradizionale cena italiana del Ringraziamento, nonostante la mamma di Vince cerchi continuamente di demoralizzarlo. La sorella di Vince, Ro, rivela a Jack di essere lesbica e di volere lasciare il suo futuro sposo.
- Guest star: Bobby Cannavale (Vince D'Angelo), Jamie-Lynn Sigler (Ro D'Angelo), Robert Costanzo (Paul D'Angelo), Josh Keaton (Sal)

## La festa del Ringraziamento (seconda parte)
- Titolo originale: Queens for a Day
- Diretto da: James Burrows
- Scritto da: Kirk J. Rudell

### Trama
Jack consiglia a Ro di fare coming out durante la cena del Ringraziamento, ma Will, desiderando che tutto sia perfetto, la convince ad aspettare. Karen e Grace, essendo entrambe single da un po' di tempo e quindi in astinenza, iniziano a litigarsi il cugino di Vince, Sal, ma poi scopriranno che il ragazzo ha solo sedici anni. Alla fine, mentre sta servendo la cena e sta iniziando il brindisi, Will non riesce più a sopportare i commenti della madre di Vince e gliene dice quattro, rivelando che Ro è lesbica e mettendo in imbarazzo Grace e Karen. Will, finita la sua invettiva, si prepara ad andare, ma la madre di Vince capisce quanto il ragazzo ami suo figlio e gli chiede di rimanere.
- Guest star: Bobby Cannavale (Vince D'Angelo), Jamie-Lynn Sigler (Ro D'Angelo), Robert Costanzo (Paul D'Angelo), Josh Keaton (Sal)

## Buone feste
- Titolo originale: Christmas Break
- Diretto da: James Burrows
- Scritto da: Bill Wrubel

### Trama
Mentre si trova a casa della madre di Will per il tè Grace rompe una delle amate bambole di porcellana di Marilyn e decide di nascondere i cocci sotto il divano. Will le consiglia di non dire niente, ma Marilyn scopre la verità e organizza una trappola per spingere Grace a confessare. La figliastra di Karen, Olivia, le chiede di passare insieme il Natale e Karen dona una mazzetta a Jack per prendersi cura di lei. Tuttavia Karen è gelosa quando vede che Jack e Olivia vanno d'accordo e decide di passare del tempo insieme ai due e alle amiche della ragazza, mettendola però in imbarazzo. Jack organizza un piano per fare incontrare le due e Karen e Olivia iniziano ad andare d'accordo, parlando di come prendevano in giro il fratellino di Olivia e di quanto amavano Stan.
- Guest star: Blythe Danner (Marilyn Truman), Hallee Hirsh (Olivia Walker)

## Pericolo superato
- Titolo originale: Board Games
- Diretto da: James Burrows
- Scritto da: Sally Bradford

### Trama
L'azienda di Karen, la Walker Inc., è oggetto di una potenziale acquisizione da parte di un uomo di nome Scott Woolley, che sta cercando di vendicarsi di Karen poiché durante le scuole superiori quest'ultima gli aveva soffiato l'incarico di rappresentante scolastico facendo vedere a tutti il suo seno. Woolley convince il consiglio di amministrazione a votare per lui come nuovo amministratore delegato, ma quando esce dalla sala riunioni Karen ricorda a tutti i direttori di essere a conoscenza dei loro segreti e il consiglio decide di votare per lei. Grace e Jack vedono Vince in un supermercato mentre dovrebbe essere al lavoro e iniziano a pensare che l'uomo stia tradendo Will. Tuttavia la verità è che Vince è stato licenziato dopo avere combinato troppi pasticci. I due inoltre scoprono che Vince non è capace nemmeno nel suo nuovo lavoro e assistono al suo licenziamento.
- Guest star: Bobby Cannavale (Vince D'Angelo), Jeff Goldblum (Scott Woolley)

## Soci
- Titolo originale: Partners
- Diretto da: James Burrows
- Scritto da: Alex Herschlag

### Trama
Will scopre di essere in lizza per il ruolo di socio del suo studio legale, mentre Vince gli rivela di essere stato licenziato. Il capo di Will, Margot, organizza una cena e lo invita insieme agli altri due candidati. Margot invita anche Grace a cena, dicendole che vuole fargli incontrare un uomo, ma quest'ultimo si rivela essere il patetico marito di Margot, che chiede a Grace di sculacciarlo. Anche Vince partecipa alla cena come fidanzato di Will, ma è ancora più triste perché è stato licenziato anche dal suo nuovo lavoro. Will non sa quindi se continuare a fare il leccapiedi di Margot per ottenere la promozione o se prendersi cura del suo ragazzo. Quando alla fine decide di andarsene e portare Vince a casa Margot decide di nominarlo comunque partner. Una volta tornati a casa Vince dice a Will di non volere essere d'intralcio per lui ed entrambi decidono di prendersi una pausa, anche se Will capisce che in realtà si stanno lasciando. Rosario sta male e va all'ospedale per farsi togliere le tonsille. Karen pensa che Rosario stia solo fingendo, ma poi quando crede che Rosario sia morta ammette di non potere sopportare l'idea di perdere la sua cameriera/amica.
- Guest star: Bobby Cannavale (Vince D'Angelo), Lily Tomlin (Margot), Shelley Morrison (Rosario Salazar)

## La vendetta
- Titolo originale: Bully Woolley
- Diretto da: James Burrows
- Scritto da: Greg Malins

### Trama
Jack porta Will a ballare per fargli dimenticare la sua rottura con Vince, ma Will è infastidito quando Jack lo ignora per tutta la serata e torna a casa con un altro ragazzo. Jack cerca quindi di farsi perdonare da Will e organizza uno stratagemma per spingere l'amico a incontrarlo in un bar, dove gli promette di ascoltare tutti i suoi problemi. Will è sorpreso quando Jack continua ad ascoltarlo nonostante sia arrivata nello stesso bar Patti LuPone, l'idolo di Broadway di Jack, che si siede proprio nel tavolo accanto a loro. Scott Woolley cerca di nuovo di rovinare la vita di Karen, organizzando uno stratagemma per fare sì che Grace la licenzi. Tuttavia Karen scopre il suo piano e cambia le carte in tavola. Grace cerca di confortare un depresso Woolley, che capisce di essere innamorato di Karen ed è ora intenzionato a uscire con lei invece che rovinarle la vita.
- Guest star: Patti LuPone (se stessa), Jeff Goldblum (Scott Woolley)

## San Valentino
- Titolo originale: Dance Cards and Greeting Cards
- Diretto da: James Burrows
- Scritto da: Gail Lerner

### Trama
Karen partecipa all'annuale Gala di San Valentino organizzato dal suo country club per incontrarvi il suo appuntamento al buio che ha conosciuto online. Nonostante sia molto sorpresa quando scopre che l'uomo è Scott Woolley decide comunque di passare un po' di tempo con lui quando l'uomo la salva dalle prese in giro della sua nemesi Beverley Leslie. Quando Karen capisce che i sentimenti di Woolley sono molto seri decide di dirgli come stanno le cose, così da non fargli più del male. Quando sentono dire da Beverley Leslie che due uomini non balleranno mai insieme nel suo country club Will e Jack la prendono come una sfida personale e persuadono una coppia di lesbiche a unirsi a loro. Grace sta lavorando da sola nel suo ufficio per il giorno di San Valentino ed è infastidita da una festa che si sta svolgendo al piano di sopra. All'improvviso incontra Nick, un affascinante ospite della festa che ha sbagliato porta e con cui si scambia un bacio di San Valentino.
- Guest star: Jeff Goldblum (Scott Woolley), Leslie Jordan (Beverley Leslie), Edward Burns (Nick), Chita Rivera (Lenore), Michele Lee (Lucille)

## Il finocchio sapiens
- Titolo originale: The Birds and the Bees
- Diretto da: James Burrows
- Scritto da: Steve Gabriel

### Trama
Jack incontra un birdwatcher molto affascinante di nome Aaron che è ossessionato da un uccello che ha il nido sul balcone di Karen. Jack è attratto dal ragazzo, ma quando Karen uccide per sbaglio l'uccello e consegna una lauta mazzetta ad Aaron per fargli dimenticare l'accaduto Jack vede il lato più oscuro del ragazzo, ma pensa ancora che sia molto carino. Grace esce con Nick ed è preoccupata di andare a letto con lui troppo presto. Per evitarlo chiede a Will di accompagnarla per proteggerla da se stessa. L'amico accetta, ma passerà la sua serata a sudare seduto al tavolo vicino al caminetto.
- Guest star: Edward Burns (Nick), Luke Perry (Aaron)

## Il favoloso pasticciere
- Titolo originale: The Fabulous Baker Boy
- Diretto da: James Burrows
- Scritto da: Kate Angelo

### Trama
Will decide di licenziare il pasticcere di Karen al posto suo, ma quando va a dargli la notizia scopre che il ragazzo è davvero molto sexy. Will è affascinato dal pasticcere, ma quando scopre che il ragazzo sta andando a letto anche con Karen e Rosario la sua cotta scompare. Il nuovo ragazzo di Grace, Nick, le affida la sceneggiatura che ha scritto, chiedendole di leggerla e di consegnarla a Jack per vedere se OutTV possa essere interessata. Grace decide di non leggerla perché ha paura che non le possa piacere, ma la consegna comunque a Jack. Jack incontra Nick e ammette di non avere letto la sua sceneggiatura. Quando Nick è infastidito Jack gli dice che nemmeno Grace l'ha letta. Nick è quindi arrabbiato con Grace e non capisce perché la donna non abbia voluto leggerla. Grace decide quindi di leggerla e, nonostante la trovi orrenda e lo dica a Nick, è felice di potere separare la pessima sceneggiatura dal ragazzo che l'ha scritta e di essere ancora interessata a Nick. Nel frattempo anche Jack legge finalmente la sceneggiatura e OutTV decide di trasformarla in un film, applicandovi però dei drastici cambiamenti. Sia Grace che Nick sono dispiaciuti quando il ragazzo scopre di dovere passare tre mesi a Vancouver per le riprese del film.
- Guest star: Edward Burns (Nick), Stuart Townsend (Edward)

## Il paradiso dei gay
- Titolo originale: Sour Balls
- Diretto da: James Burrows
- Scritto da: Laura Kightlinger

### Trama
Jack e Will comprano una casa a nord di New York, in una città chiamata Middleborough, che secondo un articolo letto da Jack è una delle mete di vacanza preferite dai gay. Quando scoprono che l'articolo parlava in realtà di Middleborough, New Hempshire, i due decidono di abbandonare la loro nuova casa, ma gli abitanti del paese non vogliono che se ne vadano perché sono eccitati all'idea di avere due gay nella loro città. Jack e Will saranno costretti a fuggire di notte per evitare i continui regali da parte dei loro vicini e l'entusiasmo generale della città. Grace accetta di fare la babysitter per i tre bambini della sua amica Ellen e, quando Karen si offre di aiutarla, Grace la prende in giro perché non crede che sia in grado di prendersi cura dei bambini. Karen si sente offesa, ma quando Ellen decide che Grace non è abbastanza responsabile per prendersi cura dei suoi figli senza che Will sia lì Karen decide di difendere la sua amica.
- Guest star: Leigh-Allyn Baker (Ellen), Eric Allan Kramer (Barry)

## La terapista
- Titolo originale: The Blonde Leading the Blind
- Diretto da: James Burrows
- Scritto da: Sonja Warfield

### Trama
Will convince Grace a prendere un appuntamento con la sua terapista, la dottoressa Georgia Keller, ed è sorpreso quando scopre che le due donne non solo vanno molto d'accordo, ma Georgia chiede anche a Grace di potere inserire il suo caso nel suo nuovo libro. Will decide di competere con Grace per entrare anch'egli nel libro e i due amici finiscono per dire alla dottoressa Keller che può usare solo uno di loro. Georgia parla a Will e Grace insieme ed entrambi ammettono che la loro relazione è poco sana. Georgia gli assicura che non c'è niente che non vada nella loro amicizia e che in realtà i due si bilanciano a vicenda. Nel frattempo Jack convince Karen a comprare un paio di occhiali, ma quando li prova per la prima volta e si guarda allo specchio Karen pensa di sembra vecchia e si infuria. Jack la convince a indossarli e Rosario le assicura che le stanno molto bene. Karen, che riesce finalmente a vedere, scopre che Rosario sta facendo un pessimo lavoro nel pulire il suo appartamento.
- Guest star: Sharon Stone (dott.ssa Georgia Keller), Shelley Morrison (Rosario Salazar)

## Un padre ritrovato
- Titolo originale: It's a Dad, Dad, Dad, Dad World
- Diretto da: James Burrows
- Scritto da: Jordana Arkin

### Trama
Karen accompagna Grace a casa dei suoi genitori per il compleanno di suo padre, ma Grace è sconvolta quando sua madre le dice di dovere andare via ed è quindi costretta a stare con suo padre da sola. Grace cerca di parlare con suo padre per fare funzionare la loro relazione, ma alla fine si arrabbia perché continua ad essere l'oggetto delle sue barzellette. L'uomo le chiede quindi scusa e cerca di essere il padre serio e amorevole che Grace desidera, ma riesce a trattenere a stento le risate quando Grace rompe la poltrona e vi rimane intrappolata. Fortunatamente Grace è felice che suo padre stia almeno cercando di interessarsi alla sua vita invece di prenderla in giro. Nel frattempo Karen si diverte con lo strano amico del padre di Grace, un tintore di nome Burt Wolfe. A New York Jack organizza un appuntamento al buio per Will con un ragazzo non vedente. Quando il ragazzo chiede a Will di potere toccare il suo viso e si lamenta di incontrare sempre ragazzi brutti solo perché è cieco Will si infuria ed è proprio in quel momento che Jack compare, rivelando che l'intero appuntamento è in realtà uno scherzo per il nuovo programma di OutTV, Pinked. Jack cerca disperatamente di convincere Will a firmare il contratto che gli permette di mandare in onda lo scherzo, ma Will si rifiuta, dicendo che è già troppo insicuro del suo aspetto. Per convincerlo a firmare il contratto Jack ammette che anche lui è insicuro e rivela a Will di indossare sempre una panciera. Proprio quando Jack gliela mostra Will gli rivela che è tutto uno scherzo e che anche lui è una vittima di Pinked.
- Guest star: Debbie Reynolds (Bobby Adler), Alan Arkin (Martin Adler), John Ducey (Jamie)

## Il metodo McFarland
- Titolo originale: From Queer to Eternity
- Diretto da: James Burrows
- Scritto da: Barry Langer

### Trama
Grace scopre dalla madre di Will che l'amico le ha lasciato solo 1.400$ nel suo testamento e si chiede perché valga così poco agli occhi del suo ricco amico. Will ammette di avere redatto quel testamento quindici anni prima e, all'epoca, quelli erano tutti i soldi che aveva. Inoltre dice di non avere più modificato il testamento perché ogni volta che guarda tutto ciò che ha si preoccupa che in realtà non abbia realizzato niente di buono nel mondo e che sia solo un ricco avvocato aziendale. Will decide quindi di licenziarsi. Jack scopre che un altro insegnante ha preso le redini del suo vecchio corso di recitazione e sta insegnando il metodo McFarland. Karen usa una delle sue conoscenze per fare ottenere un lavoro al nuovo insegnante, così che Jack possa riavere indietro la sua classe, ma quando Jack torna a insegnare capisce che in realtà non lo vuole fare, perché lo vede come un passo indietro ora che è un dirigente televisivo.
- Guest star: Blythe Danner (Marilyn Truman), Stacy Keach (Wendell Schacter)

## Amici con benefici (prima parte)
- Titolo originale: Friends with Benefits
- Diretto da: James Burrows
- Scritto da: Tracy Poust e Jon Kinnally

### Trama
Will cerca di diventare uno scrittore, ma non è per niente portato. Uno strano uomo di nome Malcolm finge di essere interessato al suo lavoro, ma in realtà il suo è uno stratagemma per convincere Will a tornare al suo vecchio lavoro. Malcolm dice a Will che le sue conoscenze al New Yorker non hanno apprezzato il suo stile, ma gli offre un lavoro come avvocato per una fondazione di beneficenza che si occupa dei bambini. Will accetta felice. Grace incontra un suo ex ragazzo del college di nome Tom che le chiede di arredare il suo nuovo hotel. Grace è felice di rivederlo, finché non scopre che l'uomo è sposato, ma questo non lo ferma dal tentare di baciarla. Grace lo ferma subito, dicendogli di non essere interessata a fare l'amante. Un odioso ex bambino prodigio viene ingaggiato per presentare il nuovo talk show di Jack. I due hanno un pesante litigio che viene ripreso dalle telecamere e il ragazzo si licenzia. Tuttavia, pensando che Jack sia portato per stare davanti alla telecamere, il suo capo gli offre il ruolo di conduttore. Beverley Lesley minaccia di fare causa a Karen a meno che la donna non decida di chiedergli scusa per averlo chiamato un omosessuale in pubblico. Tuttavia Karen organizza uno stratagemma per spingere l'uomo a fare coming out davanti a tutti.
- Guest star: Alec Baldwin (Malcolm Widmark), Leslie Jordan (Beverley Leslie), Seth Green (Randall Finn), Eric Stoltz (Tom Cassidy)

## Il passato ritorna (seconda parte)
- Titolo originale: Kiss and Tell
- Diretto da: James Burrows
- Scritto da: Gary Janetti

### Trama
Grace capisce che non può più lavorare per Tom quando le cose continuano a essere strane tra i due. Tom fa visita a Grace e si scusa, ma i due finiscono per baciarsi. Will inizia il suo nuovo lavoro ma l'ambiente è sempre più strano, quindi Will chiede a Malcolm cosa ci sia veramente dietro. Malcolm si arrende e fa vedere a Will chi è il suo vero capo: si tratta di Stanley, il marito di Karen che tutti credevano defunto. Prima di iniziare a girare il suo nuovo talk show, Jack Talk, il capo di Jack, Jamie, vede lui e Karen che scherzano e si divertono insieme e decide che la donna è la perfetta co-conduttrice per lo show. Jack si sente messo in secondo piano da Karen e le dice di starne fuori, ma poi le chiede scusa. Karen le dice e che non fa niente e che il talk show è solo suo, tuttavia quando Jamie scopre che Karen non è una drag queen, la licenzia comunque.
- Guest star: Alec Baldwin (Malcolm Widmark), Eric Stoltz (Tom Cassidy), John Ducey (Jamie)